# 普羅斯捷約夫縣

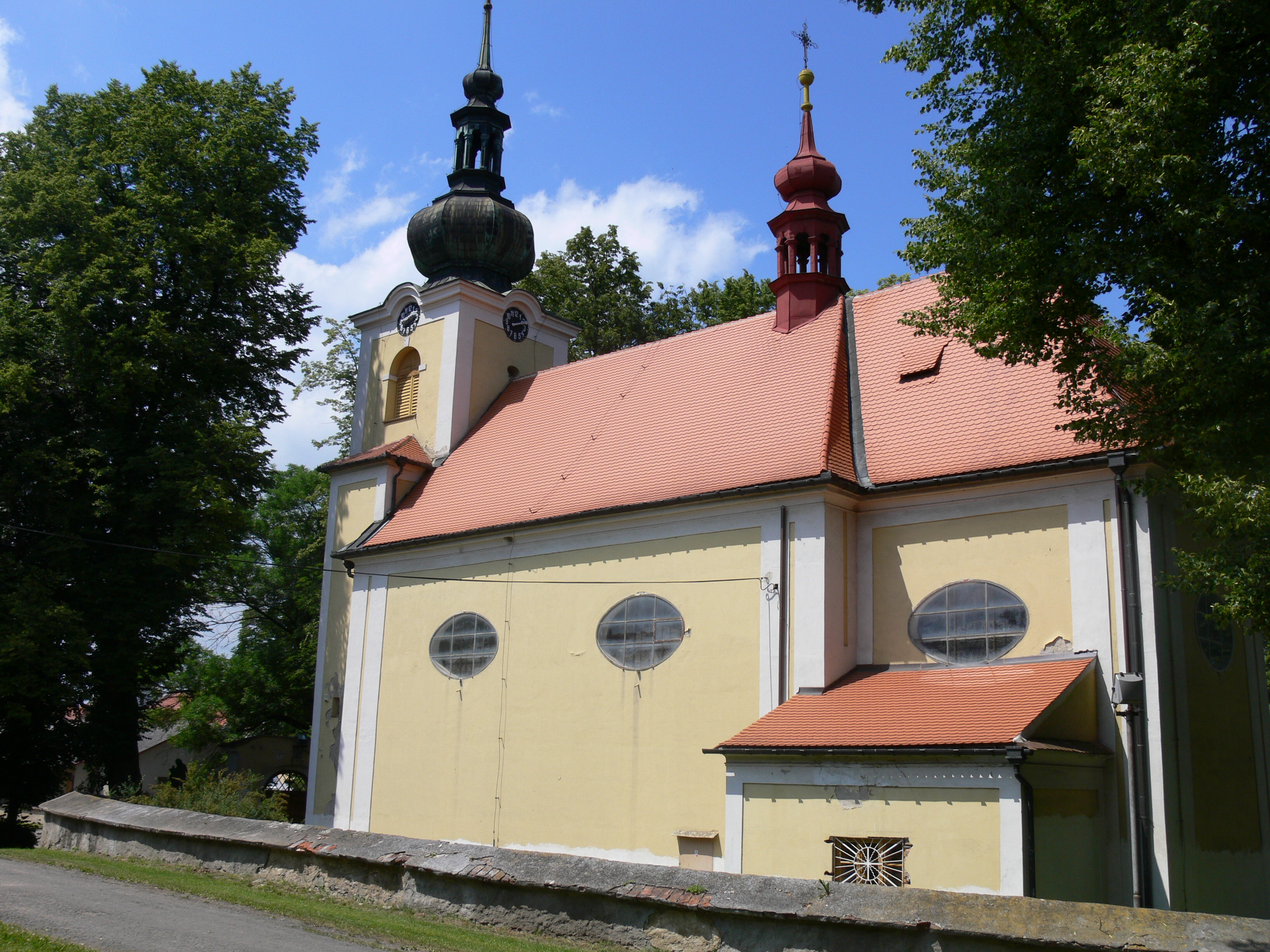

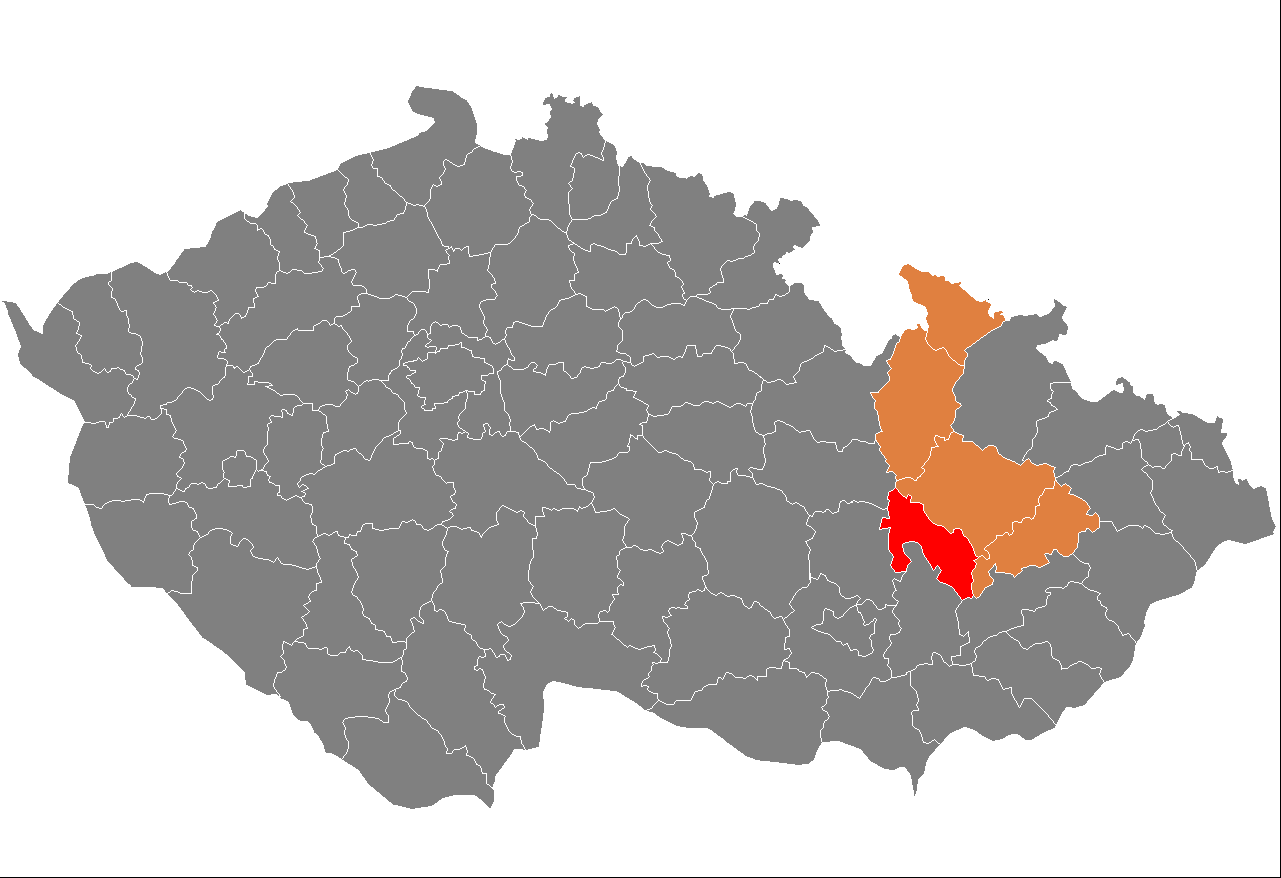

49°28′17″N 17°06′45″E / 49.47139°N 17.11250°E
普羅斯捷約夫縣（捷克語：Okres Prostějov），是捷克的縣份，位於該國東北部，由奧洛穆茨州負責管轄，首府設於普羅斯捷約夫，面積777平方公里，2007年人口110,678，人口密度每平方公里142人。